# Mirufens dentipes
Mirufens dentipes is een vliesvleugelig insect uit de familie Trichogrammatidae. De wetenschappelijke naam is voor het eerst geldig gepubliceerd in 1915 door Girault.